# 伊茲維林卡河 (乌苏里江)
伊茲維林卡河（羅馬化：Reka Izvilinka），四道沟河（俄语：Река Сыдагоу），又名额图米河（满语：Etumi Bira），是俄羅斯的河流，由濱海邊疆區負責管轄，河道全長64公里，流域面積約1,170平方公里，發源自錫霍特山脈西麓，落差1,268米，河道寬18至30米，水深0.8至1.2米，在距河口202公里处注入乌苏里江。1972年更为现名。

## 引用
1. ↑  . 国家水登记处.   [2024-08-18]. （原始内容存档于2024-12-07） （俄语）.
2. ↑  А·П·穆拉诺夫. . 列宁格勒: 气象出版社. 1966 （俄语）.
3. ↑  . 列宁格勒: 气象出版社 （俄语）.
4. ↑  Т·А·基谢尔科瓦娅. . 列宁格勒: 气象出版社. 1977 （俄语）.
5. ↑   (PDF). www.vladcity.com. （原始内容 (PDF)存档于2011-07-17）.